# روتنفلز
رتنفلز (بالألمانية: Rothenfels) هي place with town rights and privileges و بلدة ألمانية تقع في ألمانيا في Main-Spessart.